# Kirjat Bialik
Kirjat Bialik (hebr. קִרְיַת בְּיַאלִיק; arab. كريات بياليك; oficjalna pisownia w ang. Kiryat Bialik) – miasto położone w dystrykcie Hajfa w Izraelu. Jest częścią aglomeracji miejskiej Ha-Kerajot.

## Położenie
Leży w Dolinie Zevulon w Zachodniej Galilei, w otoczeniu miast Hajfa, Kirjat Mockin i Kirjat Atta, kibuców Kefar Masaryk i Afek, oraz moszawu Kefar Bialik. Na północny zachód od miasta znajduje się baza Sił Obronnych Izraela.

## Historia
Tutejszą ziemię zakupił na początku XX wieku Żydowski Fundusz Narodowy. Osada została założona 18 lipca 1934 przez żydowskich imigrantów z Niemiec. Równocześnie założono sąsiedni moszaw Kefar Bialik. Nową osadę nazwano na cześć hebrajskiego poety Chajima Nachmana Bialika (1873-1934), który zmarł miesiąc przed założeniem moszawu.
Podczas II wojny światowej osada została zbombardowana z powodu swojej bliskości rafinerii ropy naftowej. Zniszczonych zostało wówczas kilka domów, władze brytyjskie przeprowadziły ewakuację części mieszkańców. Podczas wojny domowej w Mandacie Palestyny osada została odizolowana przez arabskie oddziały zbrojne, które kilkakrotnie usiłowały zająć Kirjat Bialik. Mieszkańcy osady zdołali jednak odeprzeć te ataki, a w kwietniu 1948 rejon Hajfy opanowały oddziały żydowskiej Hagany.
W 1950 r. Kirjat Bialik otrzymało status samorządu lokalnego, a w 1976 prawa miejskie.
Podczas II wojny libańskiej w 2006 na miasto spadły liczne rakiety wystrzelone z Libanu przez Hezbollah.

## Demografia
Zgodnie z danymi Izraelskiego Centrum Danych Statystycznych w 2008 roku w mieście żyło 36,3 tys. mieszkańców, wszyscy Żydzi. W południowej części miasta żyje duża społeczność imigrantów z Etiopii (Felaszowie).
Według danych Izraelskiego Centrum Danych Statystycznych w Kirjat Bialik w 2002 było 17 514 zatrudnionych pracowników i 912 pracujących na własny rachunek. Pracownicy otrzymujący stałe pensje zarabiali w 2002 średnio 6119 NIS, i w ciągu roku mieli obniżkę płac średnio o 4,6%. Przy czym mężczyźni zarabiali średnio 7851 NIS (obniżka o 3,0%), a kobiety zarabiały średnio 4491 NIS (obniżka o 7,2%). W przypadku osób pracujących na własny rachunek średnie dochody wyniosły 5996 NIS. W 2002 roku w Kirjat Bialik było 557 osób otrzymujących zasiłek dla bezrobotnych i 2701 osoby otrzymujące świadczenia gwarantowane.
Populacja miasta pod względem wieku (dane z 2006):
| Wiek (w latach) | Procent populacji w % |
| --------------- | --------------------- |
| 0-4             | 6,0%                  |
| 5-9             | 5,6%                  |
| 10-14           | 6,1%                  |
| 15-19           | 7,0%                  |
| 20-29           | 15,4%                 |
| 30-44           | 18,1%                 |
| 45-59           | 21,4%                 |
| ponad 60        | 20,5%                 |

Źródło danych: Central Bureau of Statistics.
Miasto posiada osiedla mieszkaniowe: Tsur Shalom, Ha-Tira City, Ha-Parpar i Givat Harakefot. Miasto posiada duże rezerwy terenów przeznaczonych pod zabudowę i istnieją plany budowy kolejnych osiedli mieszkaniowych, aby osiągnąć populację 120 tys. Jedną z nowszych jest położona na wschód od obwodnicy dzielnica Givat Harakefot. Planuje się wybudowanie tutaj 800 nowych domów z pełną infrastrukturą przestrzeni handlowej, budynków publicznych i terenów zielonych.

## Gospodarka
W północnej części miasta znajduje się strefa przemysłowa Tsur Shalom, w której działa około 600 zakładów i małych firm, zapewniających pracę ludziom i rozwijających infrastrukturę miasta. Firma Synergy Cables Ltd. produkuje szeroką gamę drutów i kabli dla potrzeb rozwiązań elektrycznych, telekomunikacyjnych i elektronicznych. Eyal Blowers Ltd. produkuje elementy instalacji wodno-kanalizacyjnych, grzewczych i klimatyzacji.

## Transport
Wzdłuż zachodniej granicy miasta przebiega droga ekspresowa nr 4 (Erez – Rosz ha-Nikra). Droga równocześnie graniczy z położonym na zachodzie miastami Hajfa i Kirjat Mockin. Z północnej części miasta wychodzi w kierunku wschodnim droga ekspresowa nr 79 (Kirjat Bialik – Mashhad). Z południowej części miasta wychodzi w kierunku wschodnim droga nr 781, którą można dojechać do moszawu Kefar Bialik i miasta Kirjat Atta.

## Oświata
W Kirjat Bialik znajduje się 6 szkół podstawowych i 3 szkoły średnie, w których ogółem uczy się 6,3 tys. uczniów. Wśród szkół są: Ort, Bialik, Ha-Bonim, Ne’urim, Kadima, Ort Afek, Tsur Shalom i Rambam. Są tu także centra edukacji religijnej: Chabad House Sabinia Center i Chabad of Givat Harkafot.

## Kultura
W tutejszych ośrodkach kultury działają liczne zespoły muzyczne oraz grupy taneczne, które reprezentują miasto w całym kraju. Niektóre z nich, każdego roku są zapraszane na zagraniczne występy i festiwale. Są wśród nich: „Pieśń nad Pieśniami” chór imigrantów z dawnego ZSRR, „Grupa Kwiatów Bialika” imigrantów etiopskich, „Grupa Folkloru Gruzińskiego” i inne.
W mieście znajdują się 23 synagogi.

## Sport
Znajdują się tutaj liczne obiekty sportowe, w tym boiska do piłki nożnej i korty tenisowe. Największym kompleksem sportowym jest ośrodek nazwany po pierwszym burmistrzu miasta, Tzvi Karliner. Można tu uprawiać prawie wszystkie dziedziny sportu. Do dyspozycji są hale sportowe, boiska oraz dwa baseny pływackie. Działa tutaj Klub Pływacki Maccabi Kiryat Bialik.

## Miasta partnerskie
- Rosz ha-Ajin, Izrael
- Berlin, Niemcy
- Langenfeld (Rheinland), Niemcy
- Radomsko, Polska